# Copa del Mundo de Saltos de Esquí de 2018-19

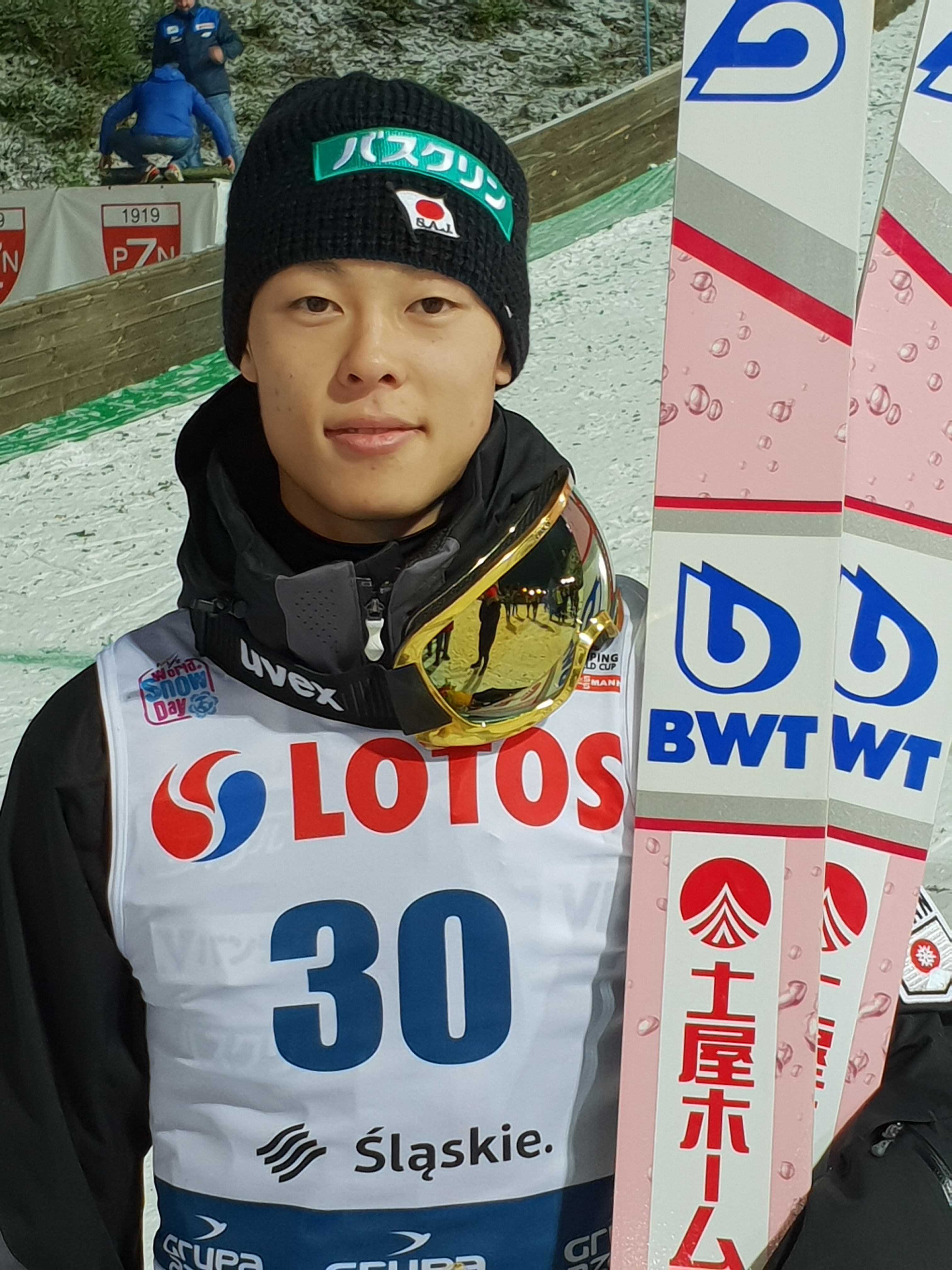
Ryoyu Kobayashi, saltador de esquí japonés, tras alcanzar el 3er puesto en el Mundial

La Copa del Mundo de Saltos de Esquí de 2018–19 es la 40.ª temporada para los hombres y la 8ª temporada para las mujeres. Comienza el 17 de noviembre de 2018 en Wisła, Polonia, y finaliza el 24 de marzo de 2019 en Planica, Eslovenia, bajo la organización de la Federación Internacional de Esquí (FIS).

## Sistema de puntuación
Los treinta primeros clasificados de cada evento o prueba obtienen puntos según la siguiente tabla:
| Posición final | 1   | 2  | 3  | 4  | 5  | 6  | 7  | 8  | 9  | 10 | 11 | 12 | 13 | 14 | 15 | 16 | 17 | 18 | 19 | 20 | 21 | 22 | 23 | 24 | 25 | 26 | 27 | 28 | 29 | 30 |
| puntos         |     |    |    |    |    |    |    |    |    |    |    |    |    |    |    |    |    |    |    |    |    |    |    |    |    |    |    |    |    |    |
| -------------- | --- | -- | -- | -- | -- | -- | -- | -- | -- | -- | -- | -- | -- | -- | -- | -- | -- | -- | -- | -- | -- | -- | -- | -- | -- | -- | -- | -- | -- | -- |
| puntos         | 100 | 80 | 60 | 50 | 45 | 40 | 36 | 32 | 29 | 26 | 24 | 22 | 20 | 18 | 16 | 15 | 14 | 13 | 12 | 11 | 10 | 9  | 8  | 7  | 6  | 5  | 4  | 3  | 2  | 1  |

## Clasificación masculina
| Pos. | después de 5 eventos | Puntos |
| ---- | -------------------- | ------ |
| 1    | Ryōyū Kobayashi      | 420    |
| 2    | Piotr Żyła           | 285    |
| 3    | Kamil Stoch          | 276    |
| 4    | Johann André Forfang | 255    |
| 5    | Stephan Leyhe        | 191    |
| 6    | Karl Geiger          | 177    |
| 7    | Andreas Wellinger    | 173    |
| 8    | Evgeniy Klimov       | 161    |
| 9    | Robert Johansson     | 152    |
| 10   | Timi Zajc            | 144    |

| Pos. | después de 6 eventos | Puntos |
| ---- | -------------------- | ------ |
| 1    | Polonia              | 1125   |
| 2    | Alemania             | 1035   |
| 3    | Japón                | 758    |
| 4    | Austria              | 526    |
| 5    | Noruega              | 518    |
| 6    | Eslovenia            | 476    |
| 7    | Rusia                | 330    |
| 8    | Suiza                | 259    |
| 9    | República Checa      | 152    |
| 10   | Finlandia            | 100    |

| Pos. | después de 6 pagos   | CHF    |
| ---- | -------------------- | ------ |
| 1    | Ryōyū Kobayashi      | 45,000 |
| 2    | Piotr Żyła           | 39,000 |
| 3    | Kamil Stoch          | 35,100 |
| 4    | Johann André Forfang | 25,500 |
| 5    | Stephan Leyhe        | 24,600 |
| 6    | Karl Geiger          | 23,200 |
| 7    | Evgeniy Klimov       | 19,100 |
| 8    | Andreas Wellinger    | 17,300 |
| 9    | Stefan Kraft         | 17,200 |
| 10   | Dawid Kubacki        | 16,400 |

## Clasificación femenina
| Pos. | después de 3 eventos   | Puntos |
| ---- | ---------------------- | ------ |
| 1    | Katharina Althaus      | 200    |
| 2    | Juliane Seyfarth       | 177    |
| 3    | Lidiia Iakovleva       | 172    |
| 4    | Maren Lundby           | 169    |
| 5    | Ramona Straub          | 142    |
| 6    | Daniela Iraschko-Stolz | 124    |
| 7    | Eva Pinkelnig          | 112    |
| 8    | Ema Klinec             | 104    |
| 9    | Carina Vogt            | 97     |
| 10   | Sara Takanashi         | 84     |

| Pos. | después de 3 eventos | Puntos |
| ---- | -------------------- | ------ |
| 1    | Alemania             | 646    |
| 2    | Noruega              | 304    |
| 3    | Austria              | 284    |
| 4    | Eslovenia            | 282    |
| 5    | Rusia                | 275    |
| 6    | Japón                | 211    |
| 7    | Francia              | 77     |
| 8    | Italia               | 59     |
| 9    | Rumania              | 14     |
| 10   | China                | 3      |

| Pos. | después de 3 pagos     | CHF   |
| ---- | ---------------------- | ----- |
| 1    | Katharina Althaus      | 6,000 |
| 2    | Juliane Seyfarth       | 5,310 |
| 3    | Lidiia Iakovleva       | 5,160 |
| 4    | Maren Lundby           | 4,800 |
| 5    | Ramona Straub          | 4,230 |
| 6    | Daniela Iraschko-Stolz | 3,720 |
| 7    | Eva Pinkelnig          | 3,360 |
| 8    | Ema Klinec             | 3,120 |
| 9    | Carina Vogt            | 2,910 |
| 10   | Sara Takanashi         | 2,520 |